# Линник, Андрей Григорьевич
Андрей Григорьевич Линник (род. 22 марта 1974 года, село Ново-Воскресеновка, Меркенский район, Джамбулская область, Казахская ССР) — казахстанский политический деятель, депутат Мажилиса Парламента Казахстана VII созыва (2021—2022).

## Биография
В 2001 году окончил Казахскую государственную академию управления по специальности «Налоговое право, налоговое расследование», в 2009 году — Международную академию бизнеса по специальности «Менеджмент» (степень MBA), в 2020 году — Алматы Менеджмент Университет по специальности «Деловое администрирование» (степень DBA).
1993—2003 гг. — индивидуальный предприниматель.
2004—2009 гг. — заместитель председателя СПК «Алмалыбак» (Алматы).
2009—2012 гг. — заместитель директора ТОО «Газпром нефть — Казахстан» (Алматы).
2012—2014 гг. — заместитель генерального директора ТОО «Форпост — инвестиции и развитие» (Астана).
2014—2018 гг. — генеральный директор ТОО «Форпост — инвестиции и развитие» (Астана).
2018—2021 гг. — генеральный директор ТОО «ASPARA MUNAY» (Алматы).
С января 2021 года по 1 сентября 2022 года — депутат Мажилиса Парламента Республики Казахстан VII созыва. Член фракции Демократической партии Казахстана «Ак жол». 1 сентября 2022 года подал заявление о прекращении полномочий по собственному желанию.

## Награды
- Почётная грамота Республики Казахстан